# کریستین اندلر
کریستین اندلر (انگلیسی: Christiane Endler؛ زادهٔ ۲۳ ژوئیهٔ ۱۹۹۱) بازیکن فوتبال اهل شیلی است.
از باشگاه‌هایی که در آن بازی کرده‌است می‌توان به باشگاه فوتبال زنان پاری سن ژرمن و باشگاه فوتبال زنان چلسی اشاره کرد.
وی همچنین در تیم‌های ملی فوتبال زنان شیلی بازی کرده‌است.